# NGC 6649
NGC 6649 (również OCL 66) – gromada otwarta znajdująca się w gwiazdozbiorze Tarczy. Odkrył ją William Herschel 10 lipca 1787 roku. Niezależnie odkrył ją John Herschel 27 maja 1835 roku. Jest położona w odległości ok. 4,5 tys. lat świetlnych od Słońca.